# ورشفانة
ورشفانة: تقع ورشفانة المنطقة في جنوب غرب مدينة طرابلس وتبعد عنها نحو 30 كيلومتراً.
وسبب تسميتها ورشفانة كون المنطقة كانت فى القديم تسكنها قبيلة تسمى ورشفانة. وهي إحدى القبائل الليبية البربرية المستعربة، ويرجع أصلها لقبيلة زناتة. وأطلقت على المكان من إطلاق اسم الحال على المحل.
عندما غزت قبائل بنى سليم وهلال أفريقية استوطنت ورشفانة ولكن تمت ابادتهم على يد الزيريين والموحدين  وفيما بعد  قضى بنو غانية، وهم سلالة أمازيغية من المرابطين، على النفوذ العربي في ورشفانة خلال القرن الثاني عشر الميلادي. بعد أن استقل بنو غانية عن الدولة الموحدية في الأندلس والمغرب، سعوا لتوسيع نفوذهم في شمال إفريقيا ووجهوا حملات ضد القبائل العربية المتحالفة مع الموحدين في مناطق مثل ورشفانة.
كانت هذه الفترة تشهد صراعات بين قوى أمازيغية وعربية على النفوذ والسيطرة، وخاصة بعد هجرة القبائل العربية الهلالية إلى شمال إفريقيا.

## الهجوم على المنطقة
في سبتمبر 2014 تعرضت منطقة ورشفانة لهجوم مسلح من قبل ميليشيات تابعة لتشكيل فجر ليبيا والتي سبق لها أن سيطرت على مدينة طرابلس وأحرقت مطارها الدولي في أغسطس 2014 وقامت بالهجوم علي كل من بني وليد التي تسكنها قبيلة ورفلة وايضا سرت في وقت سابق وتدميرها وتواصل سعيها المستمر للهجوم والسيطرة علي الحقول النفطية وفرض سلطتها بقوة السلاح ***.
تسبب الهجوم في نزوح العديد من السكان المدنيين جراء قصف المنطقة، كما تسبب في سقوط قتلى وجرحى وعمليات تدمير وتخريب متعمدة تعرضت لها منازل السكان بعد نهبها.